# Omlejringsreaktion
En omlejringsreaktion ( eller blot en omlejring) er en kemisk reaktion inden for organisk kemi, hvor et molekyles kulstofskelet omlejres til at give en strukturisomer af det originale molekyle. Ofte flyttes en substituent fra ét atom til et andet i det samme molekyle. I eksemplet herunder omlejres substituenten R fra kulstofatom nr. 1 til kulstofatom nr. 2:
En omlejring angives nogle gange med en sløjfet pil.
En omlejring er ikke velbeskrevet af simple og diskrete elektronoverførsler (noteret med buede pile i artikler om organisk kemi). Den faktiske mekanisme for alkylgrupper, der flyttes, som i Wagner-Meerwein-omlejring, involverer givetvis overførslen af den flyttende alkylgruppe flydende langs bindingen, ikke-ionisk bindingsbrydning og -dannelse. I pericykliske reaktioner giver forklaring ved hjælp af orbital-interaktioner et bedre billede end simple, diskrete elektronoverførsler. Det er dog muligt at tegne mekanismen for omlejringer ved brug af buede pile: En sekvens af elektronoverførsler tegnes, hvilket giver det samme resultat som en omlejringsreaktion, selvom det ikke nødvendigvis er en realistisk gengivelse.